# Ciguatoxine
Les ciguatoxines (CTXs) sont des phycotoxines produites par Gambierdiscus spp, une microalgue dinoflagellé associée aux récifs coralliens des régions tropicales de l'océan Pacifique, l'océan Indien et dans les Caraïbes. Les CTXs sont des neurotoxines polyethers chimiquement stables qui résistent à la chaleur et à la congélation. A ce jour, il existe plusieurs analogues de CTXs répartis dans 3 familles : les P-CTXs (Océan Pacifique), les C-CTXs (Caraîbes) et les I-CTXs (Océan Indien),.
Les CTXs sont bioaccumulées et biotransformées tout le long de la chaîne trophique de la Ciguatéra par broutage des poissons herbivores tels que les Acanthuridae (poissons chirurgiens) ou les Scaridae  (poissons perroquets) puis par prédation de ces herbivores par les poissons carnivores tels que Serranidae (loches et mérous), Lutjanidae (Lujtans et perches) ou les Carangidae (carangues) et enfin lors de la consommation de ces poissons par l'homme. 
De façon remarquable, le degré d'hydroxylation des ciguatoxines — et donc leur toxicité — croît avec le niveau trophique en raison d'une biotransformation des CTXs   La DL50 par injection intrapéritonéale chez la souris vaut 6,24 μg·kg-1 pour la ciguatoxine P-CTX-3C, contre seulement 1,64 μg·kg-1 pour la ciguatoxine P-CTX-1B.
Le tableau ci-dessous donne la structure de certaines ciguatoxines :
| Composé                                                          | Structure                    | Numéro CAS             | PubChem | Formule brute |
| ---------------------------------------------------------------- | ---------------------------- | ---------------------- | ------- | ------------- |
| - CTX1B - Ciguatoxine                                            | Ciguatoxine CTX1B            | 11050-21-8             | 5311333 | C60H86O19     |
| - CTX2 - 52-épi-ciguatoxine 3                                    | Ciguatoxine CTX2             | 142185-85-1            | 6441260 | C60H86O18     |
| - CTX3                                                           | Ciguatoxine CTX3             | 139341-09-6            | 6444399 | C60H86O18     |
| - CTX3C                                                          | Ciguatoxine CTX3C            | 148471-85-6            | 6442245 | C57H82O16     |
| - 51-hydroxy-CTX3C                                               | Ciguatoxine 51-Hydroxy-CTX3C |                        |         | C57H82O17     |
| - CTX4A                                                          | Ciguatoxine CTX4A            |                        |         | C60H84O16     |
| - CTX4B - Scaritoxine - Gambiertoxine 4b - 52-épi-ciguatoxine 4A | Ciguatoxine CTX4B            | 123676-76-6 66231-73-0 | 6450530 | C60H84O16     |
| - CTX4C                                                          |                              | 136252-00-1            |         |               |